# جولیا لینگ

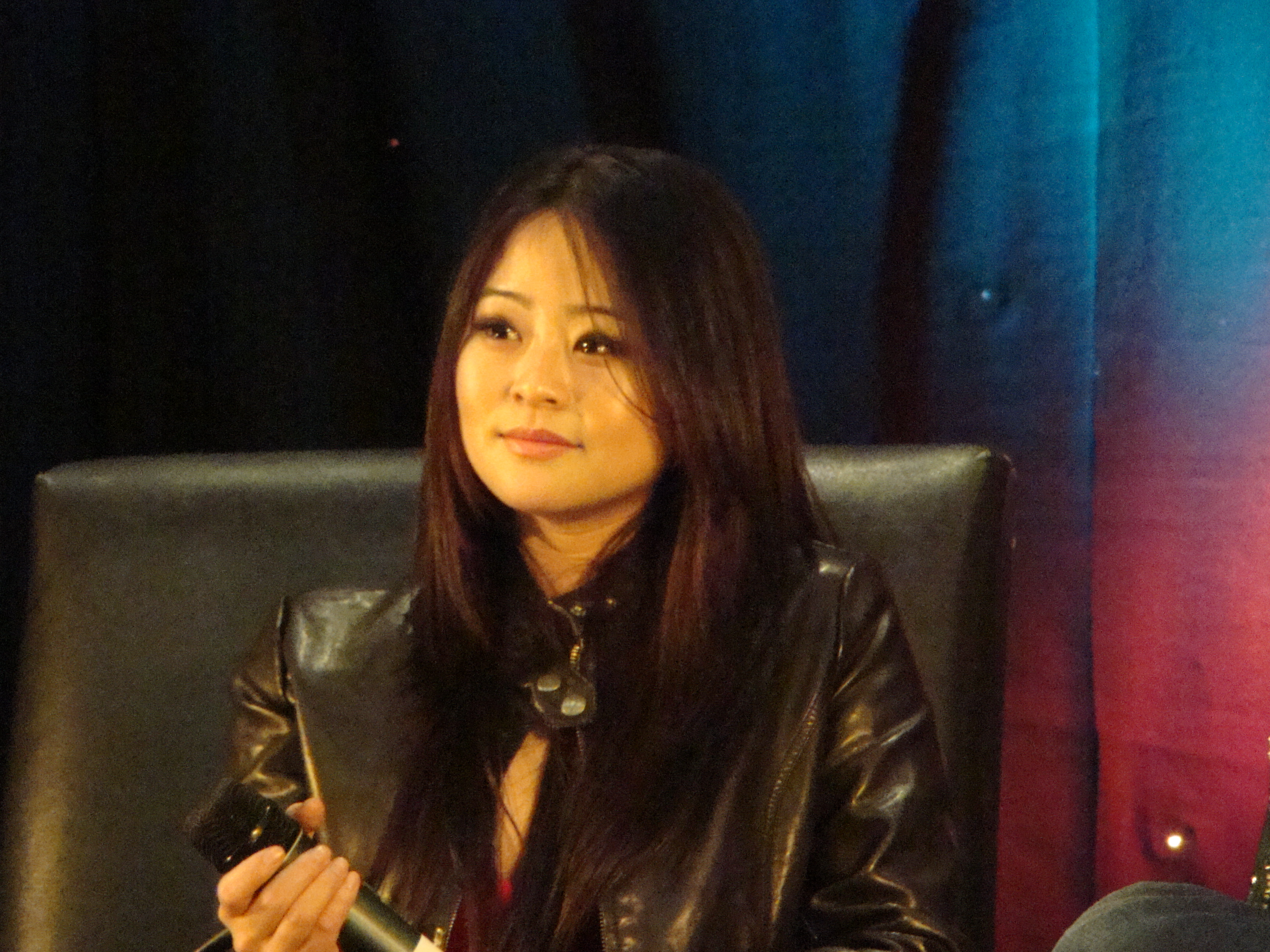

جولیا لینگ (انگلیسی: Julia Ling؛ زادهٔ ۱۴ فوریهٔ ۱۹۸۳) یک هنرپیشه اهل ایالات متحده آمریکا است.

## گزیده فیلمشناسی
از فیلم‌ها یا برنامه‌های تلویزیونی که وی در آن نقش داشته‌است می‌توان به آثار زیر اشاره کرد.
- خاطرات یک گیشا (۲۰۰۵)
- دبیرستان (فیلم ۲۰۱۰) (۲۰۱۰)
- بافی قاتل خون‌آشام‌ها (مجموعه تلویزیونی) (۲۰۰۳)
- بخش فوریت‌های پزشکی (مجموعه تلویزیونی) (۲۰۰۶–۲۰۰۷)
- دکتر هاوس (۲۰۰۶)
- او. سی (۲۰۰۷)
- چاک (مجموعه تلویزیونی) (۲۰۰۷–۲۰۱۰)
- آناتومی گری (مجموعه تلویزیونی) (۲۰۰۷)